# Marika Kilius
Marika Kilius (n. 24 martie 1943, Frankfurt am Main, Germania Nazistă) este o fostă patinatoare germană din RFG. A fost campioană mondială și olimpică la patinaj artistic perechi, cariera ei de actriță a fost scurtă dar încununată de succes.

## Biografie
Deja la vârsta de 4 ani a fost interesată pentru patinajul pe rotile, că la vârsta de 15 ani să devină campioană mondială la această disciplină sportivă. Primul ei partener la patinaj a fost Franz Ningel. Împreună cu el a câstigat între 1955 - 1957 titlul de campion național în RFG. În același timp a câștigat de trei ori medalia de bronz la Campionatul European la patinaj artistic perechi, în Budapesta, Paris și Viena. În 1957 la Campionatul Mondial din a Colorado Springs devine vicecampioană. Din anul 1957 are ca partener pe Hans-Jürgen Bäumler cu care câștigă în anii 1958, 1959, 1963 și 1964 campionatul național german. În anul  1964 în Dortmund, contrar prezicerii lui madam Buchela, perechea germană devine campioană mondială, câștigând titlul în fața perechii sovietice favorite, formată din Liudmila Belousova și Oleg Protopopov.

## Filmografie
- 1964 Pe luciul gheții (Die große Kür), regia Franz Antel
- 1967 Das große Glück
- 1967 Jetzt schlägt’s 13 (film TV)
- 1971 Peter Alexander präsentiert Spezialitäten (serial TV, un episod)
- 2009 Rabentage